# 안토닌 자포토츠키

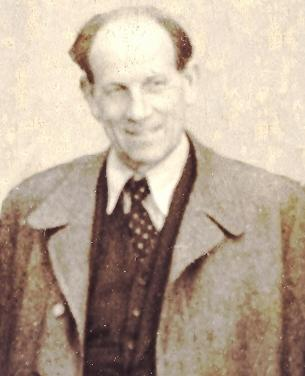
안토닌 자포토츠키

안토닌 자포토츠키(Antonín Zápotocký, 1884년 12월 19일 - 1957년 11월 13일)는 체코슬로바키아의 정치인으로, 체코슬로바키아의 총리(1948년-1953년)와 대통령(1953년-1957년)을 지냈다.
그는 1921년에 체코슬로바키아 공산당을 창당했으며, 1922년부터 1925년까지 공산당 서기장을 지냈다. 제2차 세계 대전 중이던 1940년부터 1945년까지 작센하우젠 강제 수용소에 수감되었으며, 2차 대전 이후 1948년부터 1953년까지 총리를 지냈다. 1953년 클레멘트 고트발트가 사망한 이후 대통령으로 취임했으며, 1957년 프라하에서 사망했다.

## 역대 선거 결과
| 선거명      | 직책명                  | 대수 | 정당                  | 득표율  | 득표수 | 결과 | 당락 |
| ----------- | ----------------------- | ---- | --------------------- | ------- | ------ | ---- | ---- |
| 1953년 선거 | 체코슬로바키아의 대통령 | 6대  | 체코슬로바키아 공산당 | 100.00% | 271표  | 1위  |      |